# Gigantactis meadi
Gigantactis meadi är en fiskart som beskrevs av Bertelsen, Pietsch och Lavenberg, 1981. Gigantactis meadi ingår i släktet Gigantactis och familjen Gigantactinidae. Inga underarter finns listade i Catalogue of Life.